# Molly Quinn
Molly Caitlyn Quinn (Texarkana, Texas, 8 oktober 1993) is een Amerikaanse actrice wier werk bestaat uit theater, film en televisie. Opmerkelijke rollen van haar zijn onder andere Alexis Castle, dochter van het titelpersonage, op ABC's Castle en de stem van Bloom, een van de hoofdpersonages in Nickelodeon's Winx Club.

## Levensloop
Quinn begon met het nemen van wekelijkse acteerlessen bij de gepensioneerde regisseur en producent Martin Beck na haar acteerprestaties op zesjarige leeftijd. In de zesde klas deed ze auditie bij de Young Actors Studio, waar ze optrad voor de programmaregisseur, Linda Seto, evenals voor vertegenwoordigers van de Osbrink Talent Agency. Na zes maanden van intensieve training tekende Quinn een contract met Osbrink. Zij tekende ook een contract met Ellen Meyer Management.

## Filmografie

### Films
- Walk Hard: The Dewey Cox Story (2007), Tienermeisje
- My One and Only (2009), Paula
- A Christmas Carol (2009), Belinda Cratchit
- Avalon High (2010), Jen
- Winx Secret of the Lost Kingdom (2011), Bloom
- The First Time (2012), Erica #1
- Hansel & Gretel Get Baked (2013), Grietje
- Superman: Unbound (2013), Supergirl (stemrol)
- We're the Millers (2013), Melissa Fitzgerald
- Welcome to Happiness (2015), Lillian
- Guardians of the Galaxy Vol. 2 (2017), Howards date
- Last Rampage: The Escape of Gary Tison (2017), Marisa
- Newly Single (2017), Valerie
- Doctor Sleep (2019), Mw. Grady
- Agnes (2021), Zuster Mary
- Ways & Means (2021), Denise
- Give Me an A (2022), Actrice
- Guardians of the Galaxy Vol. 3 (2023), Molly Ravager
- The Life of Chuck (2024), Chuck's moeder

### Televisie
- Castle (2009–2016), Alexis Castle
- Winx Club (2011–15) (Nickelodeon versie), Bloom
- Red: Release the Panic (2013), Computerhacker - videoclip
- The Rookie (2021+2023), Ashley
- The Fall of the House of Usher (2023), Jenny - miniserie